# Zenit (câmera)

Câmera Zenit 122

Zenit é uma marca russa de câmeras fotográficas. Estas tem sido produzidas pelas fábricas KMZ (Krasnogorskii Mekhanitcheskii Zavod) a partir do ano 1952 em Moscou e por BelOMO desde a década de 1970 na Bielorrússia. A marca Zenit é associada principalmente as câmeras SLR de 35mm.

## História

### Primeiros anos
A primeira câmera Zenit estava baseada na câmera telemétrica Zorki (a qual era uma cópia da câmera Leica II). Ao transformar a Zorki em uma câmera reflex de lente única foi  removida a carcaça telemétrica acima e substituída por uma tela de vidro mate e um prisma; um espelho móvel foi acrescentado para baixo com um sistema de engrenagens, para o qual se teve que mover a rosca do parafuso M39x1 para frente.
Durante os primeiros anos de produção (até à Zenit-E de 1967), o desenvolvimento da câmera Zenit era similar ao das câmeras Zorki.

### Zenit-E e suas sucessoras
Entre os anos de 1967 e 1969 a KMZ desenvolveu uma linha de moldagem em ferro que permitiu a fabricação em massa de câmeras. A produção de câmeras evoluiu ao sistema de montagem M42x1 (também conhecida como rosca Praktica). Além, um espelho de inmediato regresso foi desenvolvido. Este levou a criação de um dos modelos mais conhecidos, a Zenit-E, o qual se produziram (incluindo seus subtipos) mais de 12 milhões de unidades.
Quase no final do Século XX, o legado da Zenit-E se converteu em um obstáculo para desenvolver modelos de câmeras mais modernas. Isto foi porque quase todas as Zenits de baixo preço, até a reciente 412DX, estavan baseadas nos chassis moldado em metal que se criou para a Zenit-E.
Os marcos durante a produção da linha Zenit-E foram:
- A introdução de um diafragma repentino no modelo Zenit-EM.
- O sistema de medição "através da lente" na Zenit-TLL.
- A evolução ao sistema de montagem de lentes "Pentax K" na Zenit-122K
- A introdução do código DX (substituindo o controlador manual de velocidade ISO) na Zenit-412DX.

## Primeiras câmeras - baioneta M39
- Zenit (1953 - 1956)

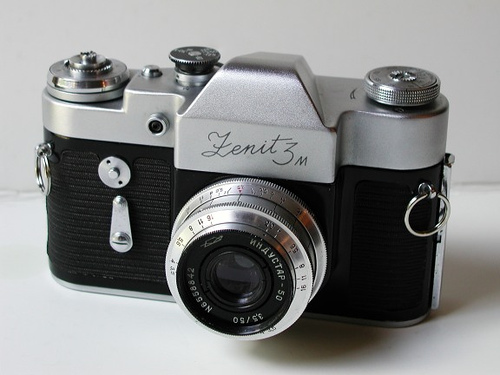
Zenit 3M with Industar 50/3.5 39X1 Lens.

- Zenit-S (S indica que havia sincronia da câmera com o flash, 1955 - 1961)
- Zenit-3 (1960 - 1962)
- Kristall/Crystal (1961 - 1962)
- Zenit-3m (1962 - 1970)

## Zenit-4 - semiautomáticas
- Zenit-4
- Zenit-5
- Zenit-6

## Zenit-E - fotômetro de célula de selênio
- Zenit-E

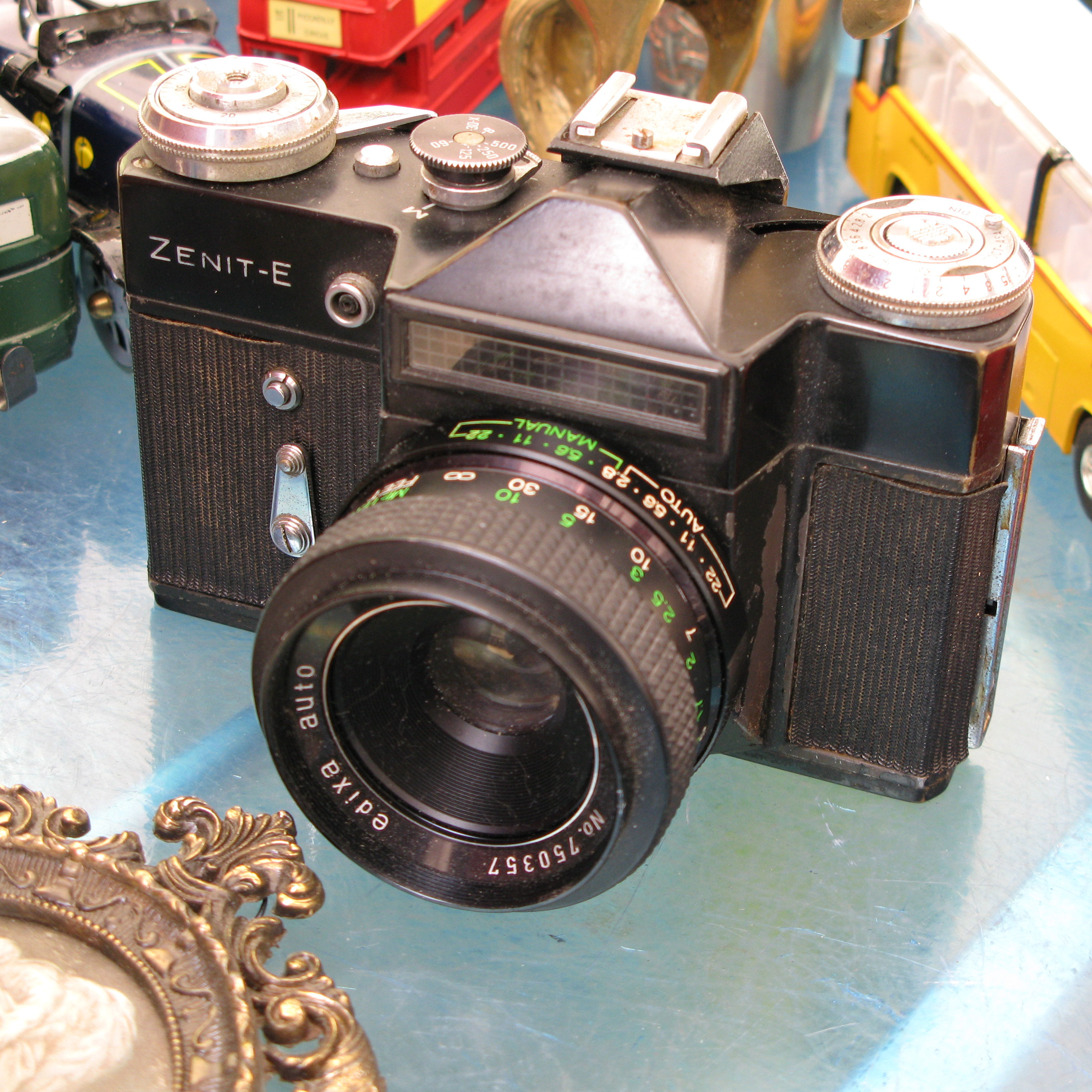
Zenit-E

- Zenit-B (identica ao modelo E, mas sem fotômetro)
- Zenit-EM

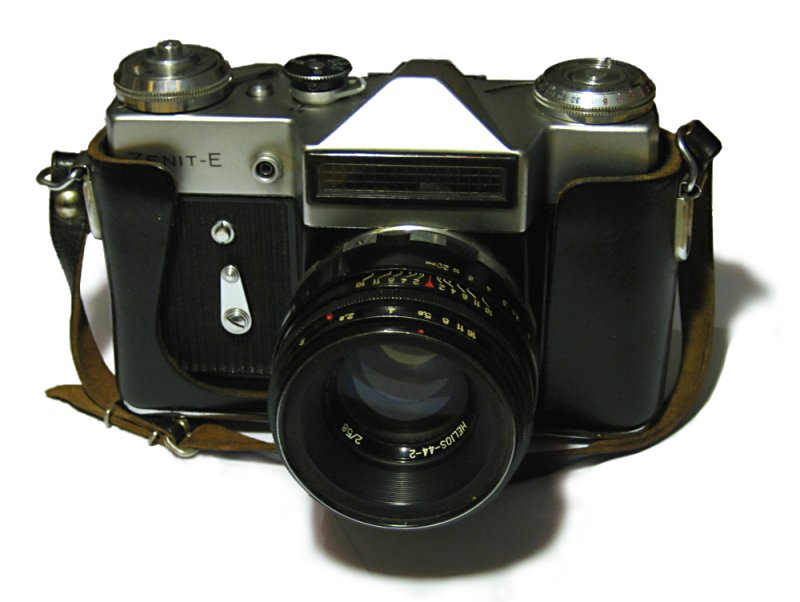
Zenit E with Helios 44-2 lens, built 1971

- Zenit-BM (identica ao modelo EM, mas sem fotômetro)
- Zenit-ET
- Zenit-10
- Zenit-11

## Câmeras com fotômetro TTL e baioneta M42

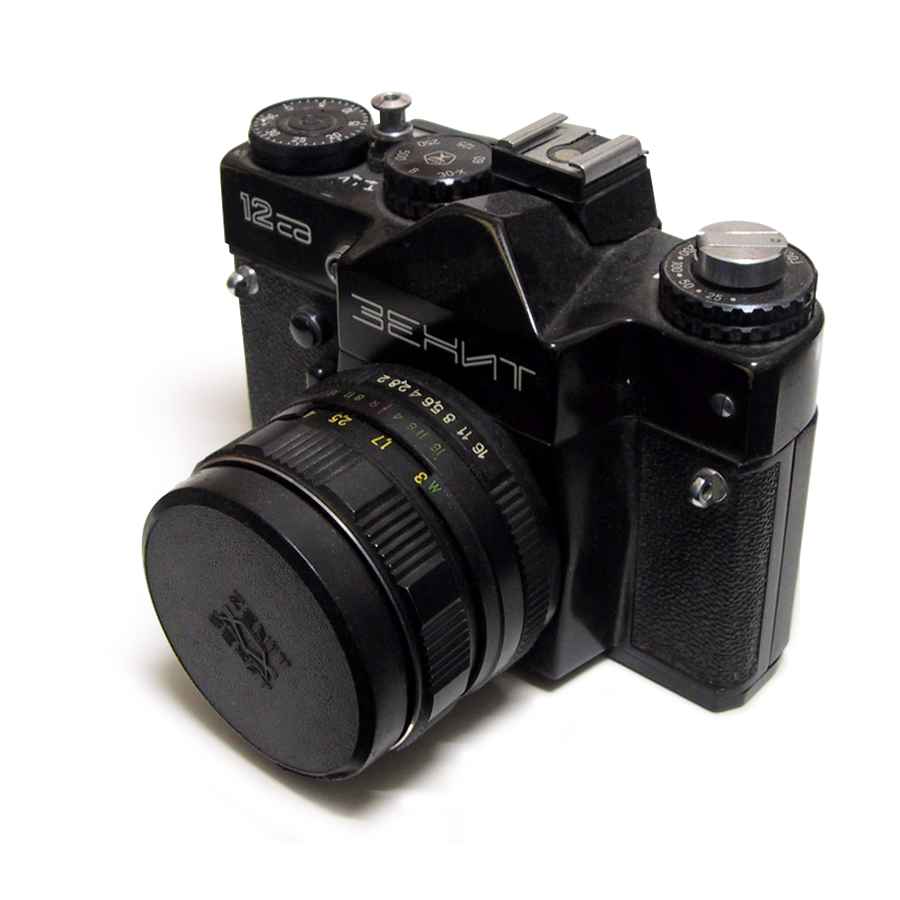
Zenit 12

- Zenit-TTL
- Zenit-12
- Zenit-12xp
- Zenit-122
- Zenit-122SE
- Zenit-122AE
- Zenit-122B
- Zenit-122K
- Zenit-12XL
- Zenit-312m
- Zenit-412DX
- Zenit-412LS

## Cameras com fotômetro TTL e baioneta Pentax K
- Zenit-122K
- Zenit-212K

## Câmeras com baioneta não-padrão
- Start
- Zenit-7
- Zenit-D

## Câmeras semi-automáticas com baioneta M42
- Zenit-16
- Zenit-19
- Zenit-18
- Zenit-MT-1 Surprise (versão half frame da Zenit-19)

## Zenit-Ax - Baioneta Pentax K
- Zenit-Automat (também conhecida como Zenit-Auto)
- Zenit-AM
- Zenit-AM2
- Zenit-APk
- Zenit KM
- Zenit-KM plus

## Protótipos e modelos de baixa produção
- Zenit 11 (1964)
- Zenit 15
- Zenit 2000
- Zenit 66
- Zenit 9
- Zenit Automat D
- Zenit Pre-series
- Zenit T1-MTL

## Photosniper
O kit Zenit Photosniper (ou FotoSnaiper) consiste de um case (de couro ou metal), com um rifle disparador para a câmera, uma teleobjetiva Tair 300m f/4.5, uma objetiva Helios 58mm e uma câmera Zenit (modelos ES ou 122s) adaptados para encaixe no rifle disparador. Essas câmeras são reconhecidas pela inscrição "S" no chassi. O kit Photosniper é manuseado de maneira muito semelhante à um rifle de verdade.
Modelos de linha
- FS-2    (FED RF)
- FS-3    (Zenit E)
- FS-12   (Zenit 12)
- FS-12-3 (Zenit 12XP)
- FS-122  (Zenit 122)
- FS-412

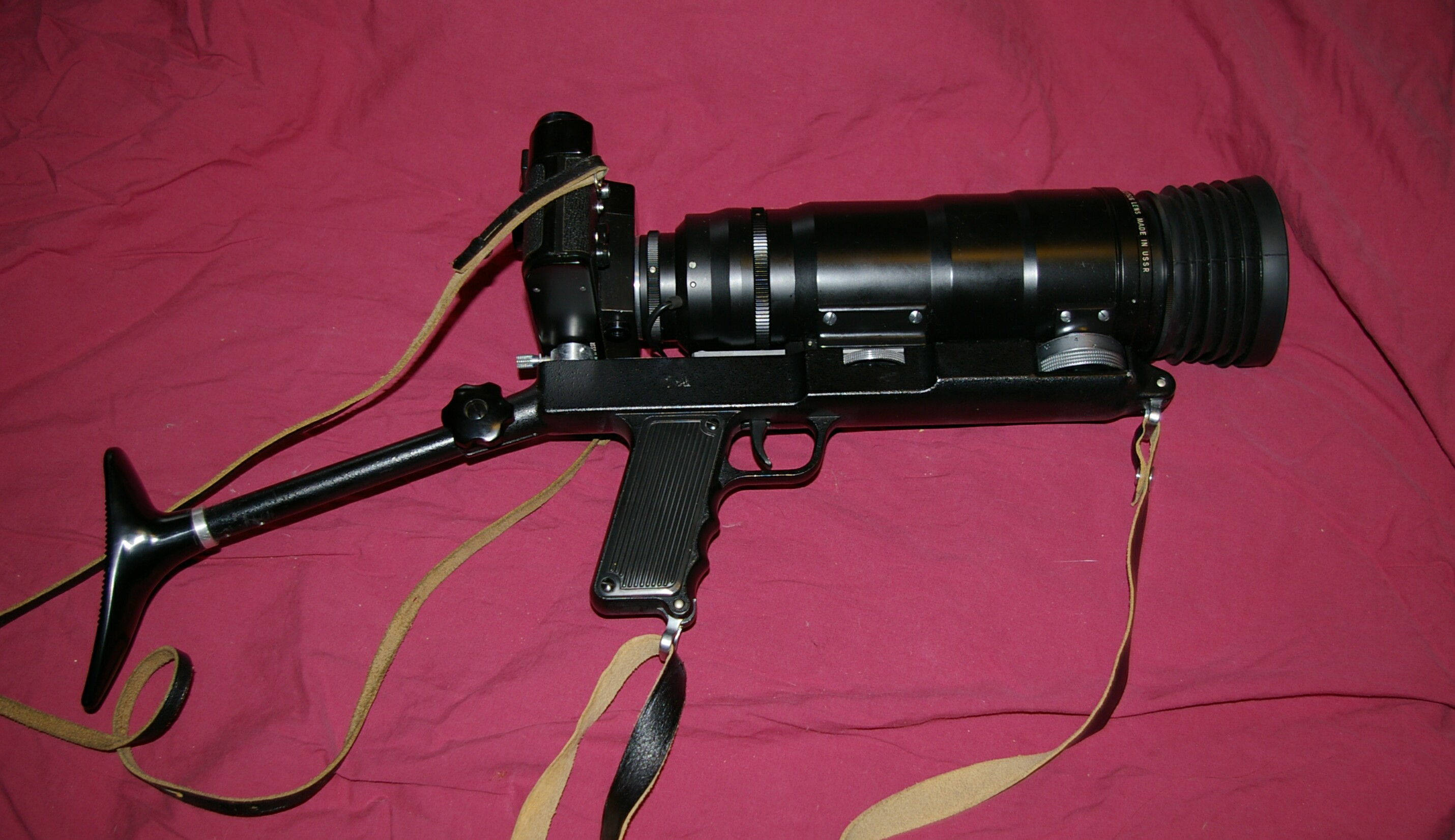
Photosniper 12S

Protótipos e modelos de baixa produção
- FS-4
- FS-4M
- FS-5

## Uso do nome Zenit
Oficialmente a marca Zenit era propriedade da fábrica soviética KMZ. Entretanto, essa fábrica era propriedade do Ministério Soviético de Indústria de Defesa, que usou a marca Zenit amplamente ao exportar câmeras produzidas em outras fábricas em países da Europa oriental.
A primeira dessas câmeras produzidas fora da Rússia a usar o nome Zenit foi uma médio formato produzida em Kiev, Ucrânia e exportada com o nome Zenith-80 (repare do H na grafia do nome). Mais tarde, alguns modelos da Lomo-Compact foram colocadas à venda com o nome de Zenit LC-A.
A fábrica BeLomo, na Bielorrússia, produziu milhões de câmeras Zenit, mas, desde 1991 perdeu o direito de uso do nome, embora algumas câmeras ainda em produção apresentem o logo Zenit. A marca ainda é usada sem permissão por algumas empresas fantasma. Sabe-se de algumas SLR 35mm e até mesmo de uma compacta digital que usam indevidamente o logo da Zenit.
Durante a década de 1990 a KMZ utilizou a marca Zenit em uma série de câmeras compactas 35mm fabricadas na China e somente embaladas na Rússia. Estas câmeras não foram exportadas para fora do país.